# IC 4665
IC 4665 ist ein offener Sternhaufen vom Typ III2p im Sternbild Schlangenträger auf der Ekliptik. IC 4665 hat eine scheinbare Helligkeit von 4,2 mag und einen Durchmesser von 70'. Seine Entfernung zum Sonnensystem beträgt etwa 1100 Lichtjahre, sein Alter wird auf 40 Millionen Jahre geschätzt.
Entdeckt wurde das Objekt im Jahr 1745 von Phillippe de Chéseaux.